# Gloriosa sessiliflora
Gloriosa sessiliflora är en tidlöseväxtart som beskrevs av Inger Nordal och Bingham. Gloriosa sessiliflora ingår i släktet Gloriosa och familjen tidlöseväxter. Inga underarter finns listade i Catalogue of Life.